# Cellosonat
Cellosonat, Sonat för violoncell och ackompanjemang, är ett verk för virtuos cellosolist och ackompanjemang, vanligtvis piano. Berömda cellosonater har komponerats av bland andra Boccherini och Beethoven.